# Ronny Marcos
Ronny Marcos (* 1. Oktober 1993 in Oldenburg in Holstein) ist ein deutsch-mosambikanischer Fußballspieler. Als linksfüßiger Defensivspieler insbesondere in der Außenverteidigung sowie im Mittelfeld einsetzbar, begann Marcos seine Laufbahn bei Hansa Rostock in der 3. Liga.

## Karriere

### Verein

#### Jugend in Schleswig-Holstein und Mecklenburg-Vorpommern
Marcos wurde als Sohn eines mosambikanischen Vaters und einer deutschen Mutter im holsteinischen Oldenburg geboren. Er begann seine Fußballkarriere im Alter von zwölf Jahren bei der „Jugendsportgemeinschaft“ (JSG) der benachbarten Insel Fehmarn. Über die Jugendmannschaften des Oldenburger SV aus seiner Geburtsstadt gelangte er zum VfB Lübeck. Für diesen spielte er 2009/10 in der B-Jugend-Regionalliga Nord und erreichte mit der Mannschaft den fünften Rang der Abschlusstabelle. In der anschließenden Saison 2010/11 wurde er Kapitän der Lübecker A-Jugend-Mannschaft und belegte mit dieser den siebten Platz der Regionalliga Nord.
2011 wechselte Marcos in die Jugendabteilung des F.C. Hansa Rostock, dessen A-Jugend in der Saison 2011/12 in der A-Junioren-Bundesliga spielte. So kam Marcos zu 20 Einsätzen in der von Trainer Roland Kroos betreuten Mannschaft, die am Saisonende den fünften Platz belegte. Seine schulische Laufbahn setzte er unterdessen am Rostocker CJD fort.

#### Anfänge in Rostock
Im Sommer 2012 wurde Marcos durch Trainer Wolfgang Wolf in den Profikader des F.C. Hansa übernommen, der in der Spielzeit 2012/13 als Absteiger aus der 2. Bundesliga in der 3. Liga spielte. Am 4. August 2012 debütierte er dort und unterschrieb einen Vertrag beim F.C. Hansa, der bis 2014 befristet war und eine Option auf ein weiteres Jahr enthielt. Bis zum Ende der Spielzeit absolvierte Marcos 16 Einsätze für Rostocks Profimannschaft, die am vorletzten Spieltag den Klassenerhalt sicherte. Vereinzelt war er auch in der Zweitvertretung Hansas aufgeboten worden, die in der fünftklassigen Oberliga Nordost spielte.
In der Folgesaison 2013/14 wurde Marcos vom neu eingesetzten Trainer Andreas Bergmann lediglich im Landespokal für die Profimannschaft aufgeboten und spielte im Ligabetrieb ausschließlich für Hansas Reservemannschaft, für die er zehn Einsätze während der Hinrunde bestritt.

#### Bundesligadebüt beim Hamburger SV
In der Winterpause wechselte Marcos nach einem Probetraining zur zweiten Mannschaft des Hamburger SV. In der Regionalliga Nord trug er mit sieben Einsätzen zum Klassenerhalt bei. In der Hinrunde der Saison 2014/15 absolvierte er alle 17 Vorrundenspiele, nach denen die U-23 mit 14 Siegen und drei Unentschieden Herbstmeister wurde.
Am 23. November 2014 saß Marcos beim 2:0-Sieg im Nordderby gegen Werder Bremen erstmals auf der Ersatzbank der Profis des HSV. Am darauffolgenden 13. Spieltag am 29. November 2014 debütierte er bei der 1:3-Niederlage gegen den FC Augsburg unter Trainer Josef Zinnbauer, der zu Saisonbeginn noch sein U-23-Trainer gewesen war, in der Bundesliga. Insgesamt kam Marcos auf neun Bundesliga- und 28 Regionalligaeinsätze, in denen ihm zudem ein Treffer gelang.

#### Über Fürth nach Österreich
Nachdem Marcos in der Hinrunde der Saison 2015/16 nur in der zweiten Mannschaft in der Regionalliga zum Einsatz gekommen war, wechselte er zur Rückrunde in die 2. Bundesliga zur SpVgg Greuther Fürth, bei der er einen bis Juni 2018 gültigen Vertrag erhielt.
Zur Saison 2016/17 wurde Marcos an den österreichischen Bundesligisten SV Ried verliehen. Trotz des Abstiegs der Rieder erwarb der Verein zur Saison 2017/18 die Transferrechte und stattete ihn mit einem Vertrag bis zum 30. Juni 2020 aus. Nach der Saison 2017/18 verließ er die SV Ried.

#### Rückkehr nach Deutschland
Im Juli 2018 absolvierte Marcos ein Probetraining beim Zweitligisten Holstein Kiel. Im August 2018 unterschrieb Marcos beim griechischen Erstligisten AE Larisa einen Vertrag bis zum 30. Juni 2021, der vom Verein allerdings wenige Tage später wieder gekündigt wurde.
Im Februar 2019 schloss sich Marcos dem Regionalligisten Eintracht Norderstedt an, bei dem er einen Vertrag bis zum Ende der Saison 2018/19 erhielt.
Zur Saison 2019/20 wechselte Marcos in die Regionalliga Südwest zu Kickers Offenbach. Er unterschrieb einen Vertrag bis zum 30. Juni 2021.

### Nationalmannschaft
Nach Gesprächen mit dem Trainer der mosambikanischen Fußballnationalmannschaft Gert Engels im April 2013 beantragte Marcos den mosambikanischen Pass und erhielt eine Einladung zur A-Nationalmannschaft. Obwohl schon im Besitz eines Flugtickets konnte die Spielberechtigung für die WM-Qualifikationsspiele im Juni 2013 gegen Guinea und Ägypten nicht rechtzeitig ausgestellt werden. Nach dem vorzeitigen Scheitern der Nationalmannschaft in der Qualifikation und dem Rücktritt von Trainer Gert Engels wurde Marcos Anfang September 2013 gegen Simbabwe nicht mehr eingeladen. Mitte Juni 2015 reiste Marcos schließlich erstmals zu einem Länderspiel und gab am 14. Juni 2015 unter Trainer João Chissano bei der 0:1-Niederlage Mosambiks im Afrikacup-Qualifikationsspiel gegen Ruanda sein Länderspieldebüt. Bisher folgten keine weiteren Einsätze.